# Vicios ocultos
Los defectos o vicios ocultos, también llamados vicios redhibitorios son, en Derecho, los posibles defectos que puede tener una cosa que es objeto de compraventa y que no son reconocibles en el examen de la cosa en el momento de la entrega.
En general, la existencia de vicios ocultos faculta al comprador para ejercer una serie de acciones contra el vendedor. Estas acciones irán dirigidas a la reclamación de la resolución del contrato o de la modificación de sus condiciones, así como al resarcimiento de daños y perjuicios.

## Regulaciones nacionales

### Chile
En Chile, el Código Civil de 1857 regula los vicios redhibitorios a propósito del contrato de compraventa, definiéndolos como aquellos que reúnan las cualidades siguientes (art. 1858):
- Haber existido al tiempo de la venta;
- Ser tales, que por ello la cosa vendida no sirva para su uso natural o sirva imperfectamente, de manera que sea presumir que conociéndolos el comprador no la hubiera comprado o la hubiera comprado a mucho menos precio;
- No haberlos manifestado el vendedor, y ser tales que el comprador haya podido ignorarlos sin negligencia grave de su parte, o tales que el comprador no haya podido fácilmente conocerlos en razón de su profesión u oficio.

Además, el Código Civil prescribe que "los vicios redhibitorios dan derecho al comprador para exigir o la rescisión de la venta o la rebaja del precio, según mejor le pareciere" (art. 1860). Con todo, hay algunos casos en que al comprador solo se le reconoce la acción de rebaja del precio:
- Si la cosa adolece de un vicio pero éste no es tal que de haberlo conocido el comprador no hubiera celebrado la compraventa, el comprador solo tendrá derecho a pedir la rebaja del precio. Pues para pedir la rescisión de la compraventa es necesario que el vicio sea sustancial (art. 1868).
- Si la cosa viciosa perece después de celebrado el contrato, el comprador no pierde por ello la rebaja del precio, aun cuando la cosa haya perecido por su culpa y en su poder (art. 1862).

En Chile la materia fue extensamente tratada por el jurista Gregorio Angelcos, en su Tratado de vicios del contrato, en donde traza la historia del vicio redhibitorio desde el derecho romano hasta su aplicación jurídica en diversos países de América Latina (Ediciones Elgoyo, Santiago, 1991).

### España
En España se distinguen varias acciones que corresponden al comprador. Puede optar entre:
- Desistir del contrato abonándosele los gastos que pagó (acción redhibitoria).
- Rebajar una cantidad proporcional del precio, a juicio de peritos (acción quanti minoris[1]).
- En uno y otro caso podrá exigir indemnización de daños y perjuicios en caso de mala fe del vendedor.

El plazo para el ejercicio de las acciones es de 6 meses contados desde la entrega.
Existen tres clases de defectos constructivos en España, son los siguientes:
Los defectos constructivos estructurales: el plazo para la reclamación de indemnizaciones o reparaciones, sería de 10 años a partir de la fecha de recepción de obra.
Defectos  constructivos relativos a la habitabilidad: el plazo para la reclamación de indemnizaciones o reparaciones, sería de 3 años a partir de la fecha de recepción de obra.
Los vicios o defectos de terminación: el plazo para la reclamación de indemnizaciones o reparaciones, sería de 1 año a partir de la fecha de recepción de obra.